# Isonychus pilicollis
Isonychus pilicollis är en skalbaggsart som beskrevs av Moser 1924. Isonychus pilicollis ingår i släktet Isonychus och familjen Melolonthidae. Inga underarter finns listade i Catalogue of Life.